# Index (Semiotik)
Index bezeichnet in der Zeichentheorie (Semiotik) ein Zeichen, dessen Zeichencharakter aus einer direkten, physischen hinweisenden Beziehung zwischen ihm und dem Bezeichneten besteht. Meist ist dies ein kausaler Zusammenhang. Ein Index ist somit ein Zeichen, das einen zeitlichen und räumlichen Bezug zu seinem Referenten hat.
Als Synonyme werden u. a. Hinweis, Hinweisungszeichen, Index-Zeichen und Anzeichen verwendet. Von einem „indexikalischen Zeichen“ spricht man teils im Sinne von Index, teils im Sinne von Ausdrücken, die „einen eindeutigen Bezug erst durch den Äußerungskontext erhalten“ (siehe Indikator (Linguistik)). In der Terminologie von Charles Sanders Peirce ist das Index vom Symbol (welches ein Zeichen [nur] auf Grund von Konvention ist) und vom Ikon (ein Zeichen auf Grund von Ähnlichkeit) zu unterscheiden: „Ein Index ist ein Zeichen, dessen zeichenkonstitutive Beschaffenheit in einer Zweitheit oder einer existentiellen Relation zu seinem Objekt liegt. Ein Index erfordert deshalb, dass sein Objekt und er selbst individuelle Existenz besitzen müssen. Er wird zu einem Zeichen aufgrund des Zufalls, dass er so aufgefasst wird, ein Umstand, der die Eigenschaft, die ihn erst zu einem Zeichen macht, nicht berührt“.
Man unterscheidet zwischen „natürlichen Indizes“, die in einem natürlichen Ursache-Wirkungs-Zusammenhang zu ihrem Referenten stehen (z. B. Rauch als Hinweis auf Feuer) und „künstlichen Indizes“, bei denen der Zusammenhang zwischen dem Zeichen (Signifikant, Repräsentamen) und dem Referenten durch die jeweilige Kommunikationssituation erzeugt wird und bei denen unabhängig von dieser konkreten Kommunikationssituation nicht verständlich ist, worauf sich der Index bezieht (z. B. Lesezeichen in einem Buch; das Pronomen „dieser“). Teilweise werden nur erstere als Index bezeichnet.
Soweit Indizes nicht intendiert sind (z. B. Rauch), werden sie auch den echten Zeichen (Symbol, Ikon) gegenübergestellt. und als unechte Zeichen bezeichnet bzw. nicht als Zeichen anerkannt. Für die Anerkennung als Zeichen wird angeführt, dass es im Bereich der Mode, des menschlichen Verhaltens/Sich-Gebens praktisch unmöglich sei, zwischen intendierten und nicht-intendierten Signalen zu unterscheiden. Insoweit indexikalische Zeichen nicht auf einer Kommunikationsabsicht beruhen, werden sie den kommunikativen Zeichen (Ikonen, Symbolen) entgegengesetzt. Jedes Verhalten kann indexikalisch interpretiert werden.